# ورمز أرماغيدون
ورمز أرماغيدون (بالإنجليزية: Worms Armageddon)‏ هي لعبة فيديو استراتيجية تناوب الأدوار عام 1999 تم تطويرها ونشرها بواسطة تيم17. تم إصداره في الأصل لنظام التشغيل مايكروسوفت ويندوز، وتم نقله لاحقًا إلى بلايستيشن ودريم كاست ونينتندو 64 وغيم بوي كولر. وهي اللعبة الثالثة في سلسلة ورمز. في اللعبة، يتحكم اللاعب في فريق يصل إلى ثمانية ديدان أرض مهمتها هزيمة الفريق المنافس باستخدام مجموعة واسعة من الأسلحة الموجودة تحت تصرفهم. تجري اللعبة على لوحة ثنائية الأبعاد قابلة للتدمير والتخصيص وتتميز برسومات كرتونية وعلامة تجارية فريدة من الفكاهة.
تم تطوير ورمز أرماغيدون في الأصل كحزمة توسعة لـ ورمز 2 وكان بعنوان ورمأغايدون في البداية قبل إصداره كلعبة قائمة بذاتها. نالت اللعبة استحسان النقاد، الذين أشادوا بطريقة اللعب المحسّنة والرسومات الأنيقة، وقد ظهرت في عدد من قوائم «أعظم الألعاب على الإطلاق». لا يزال يتم تحديث اللعبة بشكل دوري اعتبارًا من عام 2020، وتم إصداره على منصة ستيم في عام 2013.

## أسلوب اللعب
تعتمد طريقة اللعب على إستراتيجية تناوب الأدوار، حيث يتحرك كل فريق بالتسلسل، والذي يتم تحديده بشكل عشوائي، عبر تضاريس ثنائية الأبعاد. خلال دور واحد، يمكن للفريق تحريك واحدة فقط من ديدانهم (ما لم يتم استخدام عنصر يسمح للفريق بتحديد الدودة الخاصة بهم). يمكن للديدان المشي والقفز، وكذلك (عند توفر العناصر المناسبة) التأرجح بالحبل، والمظلة، والنقل الآني، والبانجي. الهدف من المباراة التقليدية هو هزيمة جميع الفرق المتعارضة بقتل ديدانهم، على الرغم من أن بعض المهام في الحملة لها أهداف أخرى مثل جمع قفص محدد.
تبدأ كل دودة الجولة بكمية معينة من الصحة، والتي يتم تحديدها مسبقًا بواسطة خيارات اللعبة المختارة أو عن طريق البرمجة النصية في مستويات الحملة. عندما تصطدم بسلاح، تفقد الدودة صحتها اعتمادًا على قوة السلاح ومباشرة الضربة. يمكن قتل الدودة إما عن طريق الانفجار بعد انخفاض صحتها إلى الصفر أو عن طريق دفعها في الماء حول المستوى وتحته.
تتضمن اللعبة مجموعة متنوعة من الأسلحة، بما في ذلك الأسلحة المشاجرة والقذيفة والمتفجرة، بالإضافة إلى الهجمات القائمة على الضربات الجوية. يعتمد بعضها على أسلحة حقيقية، مثل البندقية والبازوكا والقنبلة اليدوية؛ والبعض الآخر خيالي إلى حد ما ورسم كاريكاتوري، مثل الأغنام التي تستخدم كمتفجر متحرك، والظربان الذي يطلق غازات سامة. في المباراة العادية، تبدأ جميع الفرق بنفس الأسلحة، بناءً على مجموعة الأسلحة المختارة. قد لا تتوفر بعض الأسلحة حتى يمر عدد معين من الأدوار. اعتمادًا على خيارات اللعبة، قد تسقط أسلحة إضافية بشكل عشوائي على التضاريس في صناديق يتم إسقاطها جواً ومنقولة آنيًا. بالإضافة إلى الأسلحة العادية، أثناء إنشاء الفريق، يختار كل فريق سلاحًا خاصًا يصبح متاحًا لهم بعد عدد معين من الأدوار. الأسلحة الخاصة أقوى من الأسلحة العادية وغالبًا ما تقدم قدرات خاصة؛ نادرًا ما تقع الأسلحة الفائقة في صناديق الأسلحة. غالبًا ما تستند هذه الأسلحة إلى موضوعات كاريكاتورية، مثل ضربة الأغنام الفرنسية، وعادة ما تكون مدمرة في القوة. تكريمًا لفيلم مونتي بايثون والكأس المقدسة، أحد أسلحة اللعبة هو قنبلة يدوية مقدسة، مع تأثير صوتي يذكرنا بجوقة Hallelujah من جورج فريدريك هاندل.

### أوضاع اللعب
تتضمن لعبة ورمز أرماغيدون سلسلة من المهمات التدريبية، وحملة لاعب واحد مع مهام معدة مسبقًا، ووضع الموت الذي يخوض فيه اللاعب معارك متزايدة الصعوبة والعدد ضد الكمبيوتر، متعددة اللاعبين، ومتعددة اللاعبين عبر الإنترنت.
يتيح تعدد اللاعبين المحلي للاعب تحديد الفرق المشاركة في المعركة بالإضافة إلى عدد الديدان والإعاقات والخيارات والأسلحة المستخدمة والمستوى الذي سيتم اللعب عليه. يمكن أن تستخدم المباريات أي مجموعة من الفرق البشرية والكمبيوتر، بشرط أن يكون فريق واحد على الأقل من البشر. بالإضافة إلى ذلك، يمكن لفرق دودة متعددة تشكيل تحالف للمباراة عن طريق اختيار نفس لون الفريق - سيظلون يعملون بشكل منفصل في دوران الحركة لكنهم يشاركون الأسلحة والنتيجة. إذا كان هناك عدة لاعبين بشريين يستخدمون نفس الكمبيوتر، فستعمل اللعبة في وضع HotSeat.
تم إعداد اللاعبين المتعددين عبر الإنترنت بشكل مشابه للاعبين المتعددين المحليين ولكنه يسمح للاعبين بالتواجد على أجهزة كمبيوتر منفصلة. بالإضافة إلى ذلك، يمكن دمج Hotseat مع اللعب عبر الإنترنت، بحيث يمكن للعديد من اللاعبين البشريين استخدام كل جهاز كمبيوتر.
تتميز ورمز أرماغيدون بخدمة إنترنت متعددة اللاعبين تسمى ورمنت. تتيح هذه الخدمة للاعب واحد استضافة لعبة على الإنترنت ويتيح للآخرين الانضمام إليها. يمكن للمضيف اختيار إعدادات مثل المناظر الطبيعية والمخطط. في الماضي، كانت تستخدم للحفاظ على نظام النقاط والتصنيف للاعبين.

### التخصيص
تتضمن لعبة ورمز أرماغيدون مستوى عالٍ جدًا من التخصيص - في الألعاب متعددة اللاعبين أو المناوشات، يمكن للاعب إنشاء أوضاع لعب مخصصة مع خيارات اللعب المفضلة ومجموعات الأسلحة. تشمل الخيارات المعتادة بدء الصحة، وما إذا كانت الديدان قادرة على الحركة، ومدة دورانها، وخيارات الموت المفاجئ. تتضمن إعدادات الأسلحة الأسلحة التي تبدأ بها الفرق والأسلحة التي ستسقط في الصناديق وعدد المرات ومدى قوة الأسلحة الفردية. تقدم اللعبة عدة مستويات من التخصيص خارج خيارات اللعب المباشرة.
توفر اللعبة للاعبين القدرة على إنشاء فرق مخصصة خاصة بهم. كل فريق له اسمه الخاص ويتضمن ثمانية من الديدان المسماة بشكل فردي. يمكن للاعب أيضًا تغيير سلاح الفريق الخاص وعلامة الخطورة والعلم وضجة النصر ومجموعة الصوت. بالإضافة إلى العديد من الإعدادات الافتراضية المتاحة، توفر اللعبة القدرة على استيراد أصوات مخصصة.
تتضمن اللعبة مولد تضاريس عشوائي، ومحرر أساسي للتضاريس يسمح للمستخدم بإنشاء شكل التضاريس باستخدام الفرشاة، ونظام استيراد تضاريس أكثر تعقيدًا يسمح للمستخدم باستيراد تضاريس مخصصة في تنسيق صورة، تتحول اللعبة تلقائيًا إلى تضاريس قابلة للعب.

## التطوير
كان من المفترض في الأصل أن تكون ورمز أرماغيدون حزمة توسع لـ ورمز 2، ولكن تم تطويرها في النهاية كلعبة قائمة بذاتها. كان من المفترض أن تكون آخر لعبة من سلسلة ورمز، لكن أندي ديفيدسون مبتكر ورمز شعر أنه بحاجة إلى المزيد من المحتوى قبل إصدارها، مما أدى إلى تطوير ورمز ورلد بارتي. كان سيصدر أيضًا تحت اسم ورمأغايدون، لكن تيم17 غير الاسم إلى ورمز أرماغيدون بسبب التشابه الوثيق مع اسم لعبة كارماغيدون. تم إصداره مبدئيًا لأجهزة الكمبيوتر الشخصية في عام 1999 في أوروبا وفي 31 مايو 1999 في أمريكا الشمالية، تم نشره بواسطة هاسبرو إنتراكتيف تحت العلامة التجارية MicroProse. تم نقل اللعبة في النهاية إلى دريم كاست وبلاي ستيشن في 30 نوفمبر 1999، غيم بوي كولر في 19 يناير 2000، و نينتندو 64 في 30 مارس 2000. إصدار نينتندو 64 هو واحد من أول ألعاب نينتندو 64 التي تحتوي على محرر تضاريس ومولد. تم تطوير إصدار ماكنتوش بواسطة ماك سوفت جيمز، ولكن تم إلغاؤه منذ ذلك الحين. تم إنتاج ورمز أرماغيدون بواسطة مارتين براون وقام بتأليفه بيورن لين، وكان كارل موتورن هو مبرمج اللعبة الرئيسي، وكان دان كاترايت الفنان الرئيسي للعبة.
تم إصدار ورمز أرماغيدون في البداية على ستيم لفترة محدودة كمكافأة للطلب المسبق لـ ورمز ريفولوشن. تضمن إصدار ستيم جميع التحسينات من التحديثات التي تم إصدارها مسبقًا. تم توفير هذا الإصدار في 12 سبتمبر 2012. في 20 مارس 2013، تم إطلاق ورمز أرماغيدون في متجر ستيم كلعبة قائمة بذاتها.
على الرغم من طول عمرها، لا تزال لعبة ورمز أرماغيدون تتلقى تحديثات دورية، بشكل أساسي من اثنين من المبرمجين المعروفين باسم ديدكود و سايبرشادو، تم تجنيدهما بواسطة تيم17. تعالج هذه التحديثات الأخطاء ومشكلات التوافق، وتضيف أيضًا ميزات جديدة إلى اللعبة، مثل دعم عدد أكبر من الديدان في المباراة ودعم مستويات الألوان ذات الحجم التعسفي وغيرها. كان آخر تحديث في 16 يوليو 2020.

## التقييم
| نتائج المراجعة نشرة نقاط دريم كاست غيم بوي كولر إن 64 حاسوب بلاي ستيشن أول غيم [ 18 ] غ/م [ 19 ] [ 20 ] [ 21 ] غيم ريفولوشن B [ 22 ] غ/م غ/م A- [ 23 ] غ/م غيمفان غ/م غ/م 94/100 [ ا ] غ/م غ/م غيمزماستر غ/م غ/م 86% [ 25 ] غ/م غ/م غيم سبوت 7.8/10 [ 26 ] غ/م 7.7/10 [ 27 ] 9.1/10 [ 28 ] 7.9/10 [ 29 ] هايبر غ/م غ/م 89/100 [ 30 ] 87/100 [ 31 ] غ/م آي جي إن 9.0/10 [ 32 ] 6.0/10 [ 33 ] 8.7/10 [ 34 ] 8.6/10 [ 35 ] 7.5/10 [ 36 ] إن64 ماغازين غ/م غ/م 85% [ 37 ] غ/م غ/م نيكست جينرايشن غ/م غ/م [ 38 ] غ/م غ/م بي سي غيمر (المملكة المتحدة) غ/م غ/م غ/م 90% [ 39 ] غ/م إلكتريك بلايغراوند غ/م 7/10 [ 40 ] غ/م 10/10 [ 41 ] غ/م مجلة دريم كاست 73% [ 42 ] غ/م غ/م غ/م غ/م مجلة دريم كاست الرسمية 8/10 [ 43 ] غ/م غ/م غ/م غ/م مجموع النقاط غيم رانكينغز 81% (13 مراجعة) [ 44 ] 75% (مراجعتين) [ 45 ] 84% (14 مراجعة) [ 46 ] 88% (17 مراجعة) [ 47 ] 83% (17 مراجعة) [ 48 ] |                 |                |                 |                 |                 |
| نتائج المراجعة |                 |                |                 |                 |                 |
| نشرة | نقاط            | نقاط           | نقاط            | نقاط            | نقاط            |
| نشرة | دريم كاست       | غيم بوي كولر   | إن 64           | حاسوب           | بلاي ستيشن      |
| أول غيم | [ 18 ]          | غ/م            | [ 19 ]          | [ 20 ]          | [ 21 ]          |
| غيم ريفولوشن | B               | غ/م            | غ/م             | A-              | غ/م             |
| غيمفان | غ/م             | غ/م            | 94/100          | غ/م             | غ/م             |
| غيمزماستر | غ/م             | غ/م            | 86%             | غ/م             | غ/م             |
| غيم سبوت | 7.8/10          | غ/م            | 7.7/10          | 9.1/10          | 7.9/10          |
| هايبر | غ/م             | غ/م            | 89/100          | 87/100          | غ/م             |
| آي جي إن | 9.0/10          | 6.0/10         | 8.7/10          | 8.6/10          | 7.5/10          |
| إن64 ماغازين | غ/م             | غ/م            | 85%             | غ/م             | غ/م             |
| نيكست جينرايشن | غ/م             | غ/م            | [ 38 ]          | غ/م             | غ/م             |
| بي سي غيمر (المملكة المتحدة) | غ/م             | غ/م            | غ/م             | 90%             | غ/م             |
| إلكتريك بلايغراوند | غ/م             | 7/10           | غ/م             | 10/10           | غ/م             |
| مجلة دريم كاست | 73%             | غ/م            | غ/م             | غ/م             | غ/م             |
| مجلة دريم كاست الرسمية | 8/10            | غ/م            | غ/م             | غ/م             | غ/م             |
| مجموع النقاط |                 |                |                 |                 |                 |
| غيم رانكينغز | 81% (13 مراجعة) | 75% (مراجعتين) | 84% (14 مراجعة) | 88% (17 مراجعة) | 83% (17 مراجعة) |

## الملاحظات
1. ↑  تمت مراجعة غيم فان لنسخة نينتندو 64 بواسطة أربعة نقاد أعطوها درجات مختلفة: 95 و95 و96 و89.[24]